# Centromerus cottarellii
Espèce
Centromerus cottarellii est une espèce d'araignées aranéomorphes de la famille des Linyphiidae.

## Distribution
Cette espèce est endémique d'Italie. Elle se rencontre dans la grotte Grotta Grande di Pignone à La Spezia en Ligurie et au Piémont.

## Étymologie
Cette espèce est nommée en l'honneur de Vezio Cottarelli.

## Publication originale
- Brignoli, 1979 : Ragni d'Italia XXXI. Specie cavernicole nuove o interessanti (Araneae). Quaderni del Museo di Speleologia "V. Rivera" vol. 5, no 10, p. 1-48.